# Panangad (Thrissur)
Panangad es una ciudad censal situada en el distrito de Thrissur en el estado de Kerala (India). Su población es de 15630 habitantes (2011).

## Demografía
Según el censo de 2011 la población de Panangad era de 15630 habitantes, de los cuales 7392 eran hombres y 8238 eran mujeres. Panangad tiene una tasa media de alfabetización del 94,72%, superior a la media estatal del 94%: la alfabetización masculina es del 96,22%, y la alfabetización femenina del 93,42%.